# Listă de scriitori zambieni
Aceasta este o listă de scriitori zambieni.
- Peter Dickinson
- Julius Chongo († 1995)
- Victoria Mary Jones (*1958)
- Kenneth Kaunda (* 1924)
- Andreya Masiye
- Dominic Mulaisho (* 1933)
- Grieve Sibale
- Binwell Sinyangwe (*1956)